# O Quatrilho
O Quatrilho és una pel·lícula brasilera, de 1995, del director Fábio Barreto, basada en el llibre homònim de José Clemente Pozenato . La pel·lícula va ser nominada a l'Oscar a la millor pel·lícula de parla no anglesa el 1996.

## Sinopsi
El 1910, en una comunitat rural de Rio Grande do Sul habitada per immigrants italians, dues parelles molt amigues s'ajunten per sobreviure i decideixen viure a la mateixa casa. Però el temps fa que la dona (Patricia Pillar) d'un (Alexandre Paternost) s'interessi perquè el marit (Bruno Campos) de l'altre (Glória Pires), sigui correspost. Al cap d'un temps, els dos amants decideixen fugir i començar una altra vida, deixant enrere les seves parelles, que viuran una experiència dramàtica i vergonyosa, però no obstant això sense romanç.

## Repartiment
- Glória Pires.... Pierina
- Patrícia Pillar.... Teresa
- Alexandre Paternost.... Angelo Gardone
- Bruno Campos.... Mássimo
- Gianfrancesco Guarnieri.... Padre Giobbe
- José Lewgoy.... Rocco
- Cecil Thiré.... Padre Gentile
- Cláudio Mamberti.... Battiston
- Antônio Carlos Pires.... Aurelio
- Vô da Vitória .... Figurante
- Arcangelo Zorzi .... Stchopa
- Pedro Parenti .... Iscariot
- Elaine Braghirolli .... Tia Gema
- Nadir Tomus .... Cósimo
- Renato Filippini .... Nane Mondo
- José Vitor Castiel.... Miro
- Gonçalo Mascia .... Agostinho
- Julia Barreto Borges .... Dosolina
- Mariana Pellegrino Barreto .... Bambina
- Antonio Giacomoni .... Beppe
- Ceres Ramos .... Rosalba
- Fábio Barreto.... Gaudério
- José Clemente Pozenato .... Fotógrafo
- Daniel Gatelli .... Natale
- Flavio Rizzi .... Joanim
- Cleri Pelizza ....Marieta
- Ana Parenti .... Mulher de Natale
- Tereza Fortuna .... Mulher de Verde
- Andréa, Mary e Virgínia .... Três Marias
- Hugo Lorensati .... Funcionário I
- João Wianey .... Funcionário II
- Pedro Zorzi .... Motorista
- Antonio Parenti .... Carroceiro
- Alceu Ferraro .... Gaiteiro
- Wilson Toscan .... Rapaz do Café
- Thiago Lorensati .... Rapaz do Armazém
- Inês Zorzi .... Colona I
- Lídia Tonus .... Colona II
- Maria Diaz .... Mulher de Stchopa
- André Piccoli .... Sacristão
- Milton Stumpf .... Fazendeiro

## Producció

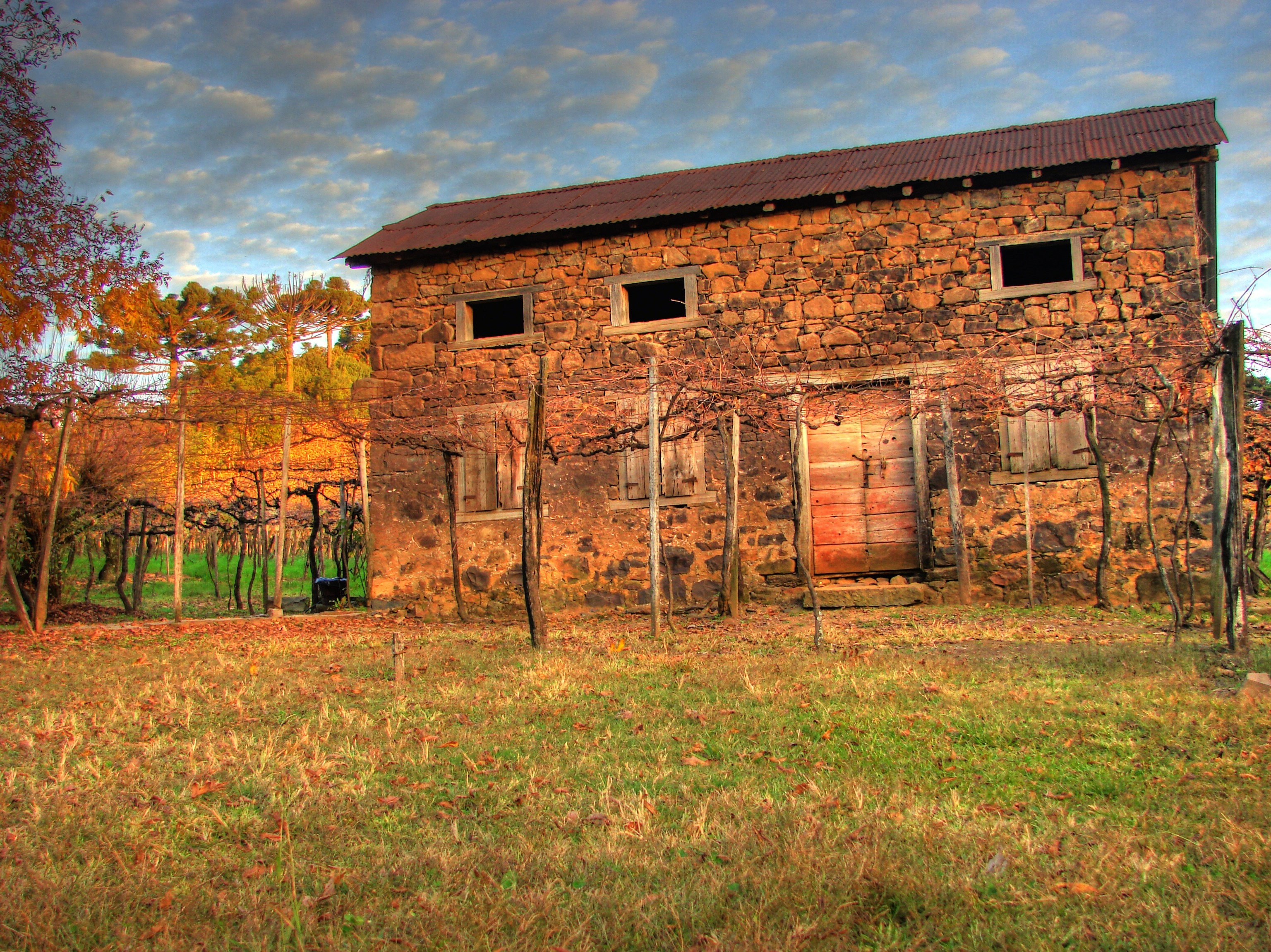
Casa Strapazzon, un dels escenaris de la pel·lícula

- O Quatrilho va ser la segona pel·lícula brasilera nominada a l'Oscar. El primer va ser O Pagador de Promessas, d'Anselmo Duarte.
- Una part de la pel·lícula es va rodar al municipi de Farroupilha, a la cascada Salto ventoso. També hi ha escenes a Bento Gonçalves, Carlos Barbosa, Caxias do Sul (Forqueta i Ana Rech) i Antônio Prado, totes ciutats de la Serra Gaúcha.
- El fotògraf que fa una foto de la família, al final de la pel·lícula, és José Clemente Pozenato, autor del llibre en què es va basar el guió d'O Quatrilho.
- Alguns membres de la família del director apareixen en petits papers, inclòs ell mateix, com el personatge "Gaudério".
- Una de les ubicacions de la pel·lícula va tenir lloc a Caminhos de Pedra, utilitzant una casa de pedra, típica de la regió.[2]
- La banda sonora va ser composta per Caetano Veloso, amb arranjaments de Jaques Morelenbaum.

## Premis i nominacions
| Any  | Premi                                                            | Categoria                    | Treball                           | Resultat  |
| ---- | ---------------------------------------------------------------- | ---------------------------- | --------------------------------- | --------- |
| 1996 | Óscar                                                            | Millor pel·lícula estrangera | O Quatrilho                       | Nominat   |
| 1996 | Associação Paulista de Críticos de Arte                          | Millor actriu                | Glória Pires                      | Guanyador |
| 1996 | Tokyo International Film Festival                                | Tokyo Grand Prix             | Fábio Barreto                     | Nominat   |
| 1995 | Festival Internacional del Nou Cinema Llatinoamericà de l'Havana | Millor Atriz                 | Glória Pires                      | Guanyador |
| 1995 | Festival Internacional del Nou Cinema Llatinoamericà de l'Havana | Millor director artístic     | Paulo Flaksman                    | Guanyador |
| 1995 | Festival Internacional del Nou Cinema Llatinoamericà de l'Havana | Millor Música                | Caetano Veloso/Jaques Morelenbaum | Guanyador |